# Squirrel Capital
Squirrel Capital es un grupo español de publicidad y audiovisual fundado en 2003. Es propietario de Squirrel Media (anteriormente Vértice 360), adquirido por el holding en 2016.
Squirrel Media gestiona el negocio de distribución de Squirrel Capital, incluyendo las producciones lanzadas bajo la marca Vértice 360.

## Historia
Squirrel Capital fue fundado en septiembre de 2003 por Pablo Pereiro Lage como una empresa holding centrada en comunicación, inmuebles y servicios profesionales. En 2013, Squirrel Capital entró al mercado italiano con dos nuevas empresas: Best Option Media Italia y Best Option Products Italia.
En 2016, su empresa Squirrel Capital adquirió el 25% de participación en Vértice 360, una compañía de producción y distribución audiovisual fundada en octubre de 2006 a partir de Telson, que incluía 17 activos como Videoreport, Manga Films, Telespan y Notro Films. La compañía estaba en proceso de insolvencia. En un año, logró salir de la quiebra, volvió a cotizar en bolsa y firmó contratos de distribución de películas con productoras nacionales e internacionales.
En septiembre de 2021, Vértice 360 fue renombrada como Squirrel Media, y su ticker en la Bolsa de Madrid pasó a ser SQRL.